# Černý Důl
Černý Důl är en köping i Tjeckien.   Den ligger i distriktet Okres Trutnov och regionen Hradec Králové, i den nordöstra delen av landet, 110 km nordost om huvudstaden Prag. Černý Důl ligger 593 meter över havet och antalet invånare är 753.
Terrängen runt Černý Důl är kuperad åt nordost, men åt sydväst är den platt. Terrängen runt Černý Důl sluttar söderut. Runt Černý Důl är det ganska glesbefolkat, med 42 invånare per kvadratkilometer. Närmaste större samhälle är Vrchlabí, 7,2 km väster om Černý Důl. Omgivningarna runt Černý Důl är en mosaik av jordbruksmark och naturlig växtlighet.